# Papilio mechowiana
Papilio mechowiana är en fjärilsart som beskrevs av Herman Dewitz 1885. Papilio mechowiana ingår i släktet Papilio och familjen riddarfjärilar. Inga underarter finns listade i Catalogue of Life.